# Gabriel Mata
Gabriel Mata González (Atotonilco el Alto; 29 de septiembre de 1942-León de Los Aldama; 24 de abril de 2013) fue un futbolista mexicano que se desempeñó como mediocampista ofensivo o interior durante la década de 1960 y principios de los años 70. Es reconocido por su destacada trayectoria con el Club León y su contribución a diversos logros en el fútbol mexicanoJugó toda su carrera con León, de 1962 a 1971.
Trayectoria deportiva
Inicios y selección juvenil
Gabriel Mata González fue bicampeón nacional juvenil con la Selección Guanajuato en los años 1960 y 1961, mostrando tempranamente su talento como futbolista.
Club León (1962-1971)
Se integró al Club León en 1962, donde permaneció hasta 1971. Fue un jugador clave en el mediocampo, reconocido por su visión en la distribución del juego, ubicación táctica, solvencia en el cabeceo, agilidad mental para quitarse la marca y precisión en el disparo. Su mayor cuota de goles la logró en la temporada 1967, registrando nueve anotaciones.
Torneo de reservas
En 1965, Gabriel Mata formó parte del equipo que se coronó campeón del primer torneo nacional de reservas de jóvenes promesas, bajo la dirección técnica de Agustín "Peterete" Santillán.
Partidos históricos
- Pre-inauguración del Estadio León: El 16 de octubre de 1966, participó en el primer encuentro oficial del Club León en el estadio, enfrentando al Club América. José Alves "Zague" anotó el primer gol del partido, pero Mata González contribuyó con un doblete, asegurando la victoria para los "Panzas Verdes".
- Inauguración oficial del estadio León: El 2 de febrero de 1967, en un encuentro contra River Plate, anotó un gol clave para la victoria.

Copa México y títulos
Gabriel Mata fue fundamental en la obtención del título de la Copa México en la temporada 1966-67, al marcar goles decisivos frente a Irapuato y Toluca. Fue titular en la final disputada contra Guadalajara el 17 de julio de 1966. También contribuyó al campeonato de la Copa México en la temporada 1970-71.
Otros logros destacados incluyen:
- Campeón de Campeones en 1971.
- Subcampeón de Copa en la temporada 1965-66.
- Participación en el Match de Campeones en 1967.

Etapa como entrenador
En 1986, Mata González asumió el rol de entrenador interino del Club León, contribuyendo con su experiencia y conocimiento al equipo.
Estilo de juego
Gabriel Mata se distinguió por su habilidad en la distribución del juego, su visión táctica, y su capacidad para anotar goles importantes en momentos clave. Además, fue reconocido por su precisión en el cabeceo y su agilidad mental en el campo.

## Títulos

### Títulos nacionales
| Título               | Equipo | País   | Año     |
| -------------------- | ------ | ------ | ------- |
| Copa México          | León   | México | 1966-67 |
| Copa México          | León   | México | 1970-71 |
| Campeón de Campeones | León   | México | 1970-71 |

### Títulos internacionales
| Título                  | Equipo         | Sede   | Año  |
| ----------------------- | -------------- | ------ | ---- |
| Preolímpico de Concacaf | México amateur | México | 1964 |